# Steinbühl (Zell im Fichtelgebirge)
Steinbühl ist ein Gemeindeteil des Marktes Zell im Fichtelgebirge im Landkreis Hof (Oberfranken, Bayern). Steinbühl liegt in der Gemarkung Zell.

## Geografie
Das Dorf bildet mit Zell eine geschlossene Siedlung.

## Geschichte
Steinbühl gehörte zur Realgemeinde Zell. Gegen Ende des 18. Jahrhunderts bestand Steinbühl aus vier Anwesen. Die Hochgerichtsbarkeit stand dem bayreuthischen Amt Stockenroth zu. Das Kastenamt Stockenroth war Grundherr der vier Häuser.
Von 1797 bis 1810 unterstand Steinbühl dem Justiz- und Kammeramt Münchberg. Infolge des Ersten Gemeindeedikts wurde Steinbühl dem 1812 gebildeten Steuerdistrikt Zell und der zugleich entstandenen die Ruralgemeinde Zell zugewiesen.

### Einwohnerentwicklung
| Jahr      | 1812  | 1861  | 1871   | 1885   | 1900   | 1925   | 1950   | 1961   | 1970   | 1987  |
| Einwohner | *     | *     | 379    | 346    | 308    | 291    | *      | *      | 235    | 155   |
| Häuser    | *     |       |        | 43     | 44     | 50     | *      | *      |        | 46    |
| Quelle    | [ 6 ] | [ 9 ] | [ 10 ] | [ 11 ] | [ 12 ] | [ 13 ] | [ 14 ] | [ 15 ] | [ 16 ] | [ 1 ] |

## Religion
Steinbühl ist bis heute nach St. Gallus (Zell im Fichtelgebirge) gepfarrt und evangelisch-lutherisch geprägt.